# 박홍 (1534년)
박홍(朴泓, 1534년 ~ 1593년)은 조선 중기의 무신이다. 본관은 울산, 자는 청원이며, 1556년에 무과에 급제해 선전관, 강계부판관, 종성 부사 등을 지냈다.

## 생애
1592년 임진왜란 때에는 경상좌도수군절도사로 왜군이 몰려오자 판옥선 40척을 구멍 내 침몰시키고, 식량 창고에 불을 지른 뒤 도망쳐, 동래성 전투에서는 송상현을 구원하러 왔다. 그러나 그는 다시, 왜군의 수에 놀라 제대로 싸우지도 않고 도망쳐, 평양으로 피란하는 선조를 찾아가, 좌위대장으로 임명되었으며 임진강 전투에서 다시 패배하였다. 성천에서 우위대장과 의용도대장에 임명되었고, 1593년 1월 평양이 탈환되자 김명원을 따라 파주로 종군하던 중 병이 재발하여 치료 중 사망했다.
공의 휘(諱)는 홍(泓)이고 자(字)는 청원(淸源)이며 성은 박씨(朴氏)이고 관향은 울산(蔚山)이다. 그의 시조 박윤웅(朴允雄)이 고려(高麗) 태조(太祖)를 도와 건국하여 울산군에 봉해졌고 고을의 이름을 흥려(興麗)로 고쳐 그의 공로를 드러냈는데, 자손이 번창하여 대대로 벼슬아치가 나왔다. 우리 조선(朝鮮)으로 들어와 박유(朴愈)란 분이 문과에 급제하였으나 벼슬은 남평 감무(南平監務)에 그치었고 호서(湖西)의 대흥현(大興縣)으로 이사하여 드디어 그 고을 사람이 되었다. 증조 박원창(朴元昌)과 할아버지 박한(朴垾)은 모두 벼슬하지 않았고 아버지 박영무(朴英珷)는 별제(別提)로 호조 참의(戶曹參議)의 벼슬을 추증(追贈)받았는데, 직장(直長) 정인걸(鄭仁傑)의 딸에게 장가들어 가정(嘉靖) 갑오년(甲午年, 1534년 중종 29년)에 공을 낳았다.
공은 젊어서부터 기력이 좋아 활을 잘 쏘고 사냥을 좋아하였는데, 새나 짐승을 만날 때마다 활을 쏘면 적중하지 않은 적이 없었다. 일찍이 물고기를 잡으러 나갔을 때 한 떼의 무리들이 자신들의 세력을 믿고 능멸하자 공이 혼자 주먹을 휘두르며 나아가 30여 명을 굴복시키니, 사람들이 공의 용맹을 칭찬하였다. 관례(冠禮)를 하고 나서 병진년(丙辰年, 1556년 명종 11년) 무과(武科)에 급제하여 선전관(宣傳官)에 임명되었다가 강계부 판관(江界府判官)으로 나갔고 내자시 판관(內資寺判官), 이산 군수(理山郡守), 의빈부 도사(儀賓府都事)를 역임하고 정평 부사(定平府使)로 승진 임명되어 정사를 최고로 잘하여 누차 포상을 받았으나 5년 만에 파직되었다. 임신년(壬申年, 1572년 선조 5년)에 해서(海西)에 도적이 일어났는데, 그때 마침 명(明)나라 사신이 오게 되었으므로 길목의 수령은 지략과 무예의 명망이 있는 사람이 필요하였다. 이에 어떤 사람이 공을 추천하여 평산 부사(平山府使)에 임명되었는데, 사신의 접대를 잘하고 도적이 해산하였으므로 포상이 논의되었으나 시행되지 않았다.
어머니 상(喪)을 당하여 시묘(侍墓)살이를 하였다. 상복(喪服)을 벗자 도총부 도사(都摠府都事)에 임명되었는데 미처 도착하기 전에 영암 군수(靈巖郡守)로 임명하였다. 영암 군수로 3년간 있다가 돌아와 비변사 낭청(備邊司郎廳)이 되었고 천성 만호(天城萬戶)로 선발되어 나갔다가 한 해가 넘어 어사(御史)가 정사를 잘한다고 보고하자, 임금이 품계를 높여 부산 첨사(釜山僉使)로 임명하였다. 그런데 대간(臺諫)이 탄핵한 바람에 해직되어 돌아와 귀성 부사(龜城府使)에 임명되었다.
경진년(庚辰年, 1580년 선조 13년)에 품계를 승진시켜 만포 첨사(滿浦僉使)로 발탁하였다. 공이 그곳에 도착하여 군정(軍政)을 정비하고 호인(胡人)들을 불러 어루만지며 위엄과 신의를 보이니, 호인들이 감동하고 두려워하여 노획한 포로를 돌려보내고 앞서 불법으로 개간한 전지의 경계를 바로잡는 등 공이 떠날 때까지 감히 침범하지 않았다. 계미년(癸未年, 1583년 선조 16년)에 임기가 차 돌아오는 길에 종성 부사(鍾城府使)에 임명되었다. 그때 북방의 오랑캐가 난을 일으켰으므로 역마(驛馬)를 타고 곧바로 부임하여 방책(方策)을 세워 오랑캐의 추장을 유인하여 항복을 받고 빌려간 곡물 수백, 수천 석과 우리 백성 남녀 50여 명을 돌려받았다. 그리고 성을 수리하고 병기를 갖추고 병사를 훈련하는 등 정성을 다 쏟아 게을리하지 않았다. 그런데 시기하고 미워하는 사람의 모함을 받아 의금부(義禁府)로 붙잡혀 가게 되었는데, 그때 마침 북변의 절도사(節度使)가 공의 억울한 실정을 아뢴 바람에 중지되었다. 서반(西班)의 호군(護軍)으로 기용되어 금위(禁衛)를 겸임하고 또 내승(內乘)을 겸임하였다. 덕원 부사(德源府使)의 자리가 비어 있었는데, 그 고을에 귀신이 재앙을 부려 앞서 부임한 수령이 잇따라 갑자기 죽었으므로 사람마다 회피하였기 때문이었다. 공은 사양하지 않고 부임하여 글을 지어 토지(土地)의 신(神)에게 제사를 지내니, 그때부터 변괴가 생기지 않았다. 그 뒤 얼마 안 되어 파직되어 돌아왔다.
정해년(丁亥年, 1587년 선조 20년)에 아버지 상(喪)을 당하였다. 상복(喪服)을 벗자 경상좌도 수군절도사(慶尙左道水軍節度使)에 임명되어 백성을 너그럽게 대하고 일을 부지런히 하니, 사졸(士卒)들이 입을 모아 편리하다고 일컬었고 군정(軍政)이 거행되지 않은 것이 없었다. 순무 어사(巡撫御史)가 성곽이 높고 연못이 깊으며 병기가 견고하고 날카로운 것을 보고 매우 좋게 여기어 여러 진영(鎭營)으로 하여금 본받도록 하였다. 임기가 차면 관례상 교체하게 되었으나 조정에서 공의 재능을 알고 특별히 1년을 더 유임하였다. 그 이듬해 임진년(壬辰年, 1592년 선조 25년)에 왜적(倭賊)이 국력을 기울여 우리나라를 침범하자, 공이 해안으로 내려가 맞서 싸우다가 중과 부적(衆寡不敵)하여 본진(本鎭)으로 들어가 수비하고 있었다. 그런데 왜적이 연달아 이웃 고을을 함락한 바람에 구원병의 길이 끊어졌으므로 부득이 편장(褊將)을 파견하여 이 사실을 조정에 보고하고 성 안의 사람들로 하여금 먼저 나가게 한 뒤에 자신은 군량과 병기를 챙겨 따라 나가면서 나머지는 모두 불태워 적이 이용하지 못하도록 하였다. 경상도의 방어장(防禦將)과 조방장(助防將) 등과 같이 죽령(竹嶺)으로 물러가 수비하고 있다가 조령(鳥嶺)이 함락되었다는 소식을 듣고 서울로 달려가니, 어가(御駕)가 서쪽으로 떠난 지 이미 여러 날이 되었다. 행재소(行在所)로 달려가다가 도중에서 원수(元帥) 김명원(金命元)을 만나 좌위 대장(左衛大將)에 임명되어 같이 임진(臨津)을 수비하였다. 그리고 병력을 나누어 신할(申硈)ㆍ유극량(劉克良) 등과 같이 파주(坡州)에서 왜적과 싸우다가 여러 장수들은 모두 패배하여 죽고 공만 혼자 휘하의 병력을 그대로 이끌고 돌아왔다. 그 뒤 얼마 안 되어 임진강 하류의 군대가 붕괴되자 왜적이 곧바로 송경(松京, 개성(開城))으로 들이닥쳤다. 공은 원수를 따라 샛길을 통해 평양(平壤)으로 달려가 급수문(急水門)의 조방장이 되었다. 평양이 패배하여 장차 의주(義州) 행재소로 가려고 하였는데, 그때 마침 순변사(巡邊使) 이일(李鎰)이 공을 보고 말하기를, “국사(國事)가 이 지경에 이르렀으니, 우리들이 쓸데없이 죽으면 무슨 도움이 되겠는가? 지금 해서(海西)로 가 한쪽 지역이라도 지키고 있으면 후일 조정에서 나라를 회복할 수 있는 바탕이 될 것이다.”라고 하자, 공이 옳게 여겨 순변사와 같이 평산에 이르러 병력을 수습하여 적진(賊陣)을 공격하기로 계책을 세웠다. 그런데 적병과 교전(交戰)하기 전에 이천(伊川)에 주둔한 세자(世子)가 급히 공을 불렀으므로 군대를 거느리고 달려갔다. 이윽고 세자를 따라 성천(成川)으로 들어가 우위 대장(右衛大將)이 되었고 또 의용 도대장(義勇都大將)이 되어 평양 지대로 나가 여러 번 싸워 조금 유리하였다. 그런데 대간(臺諫)이 공이 처음에 신지(信地)를 떠난 것을 소급해 논하여 관작을 삭탈하였으므로 백의 종군(白衣從軍)하였다. 이윽고 공로를 감안해 죄를 용서하고 곧바로 관작을 주었다가 곧바로 거두는 등 이렇게 세 번이나 되풀이하였다. 그때 조정이 멀리 의주에 있었으므로 의논을 주관한 자들이 제각기 자신이 들은 바를 믿은 바람에 이처럼 상벌(賞罰)이 전도되었다.
계사년(癸巳年, 1593년 선조 26년)에 명나라 군대가 평양을 수복하자 공은 원수(元帥)를 따라 파주에 이르렀는데, 평소에 앓던 병이 이때에 이르러 심해졌으므로 휴가를 요청하여 배를 타고 호서로 돌아가 병을 치료한 뒤에 다시 나오려고 하였다. 그런데 고향의 집을 70리 앞두고 향년 60세로 배에서 세상을 떠났으므로, 향리의 아는 사람이나 모르는 사람이나 막론하고 그 말을 듣고 애석해 하였다. 아무 해 아무 달에 같은 고을 봉수산(鳳壽山) 아무 자리에 장례를 치렀는데, 선영의 아래였다. 그 뒤 조정에서 선무 공신(宣武功臣)을 기록할 때 공을 원종 일등공신(原從一等功臣)으로 정하고 관례에 따라 병조 참판(兵曹參判)의 벼슬을 추증(追贈)하였고 그 뒤에 또 공의 큰아들 박진남(朴震男)이 정난 공신(靖難功臣)이 된 바람에 병조 판서(兵曹判書) 겸 지의금부사(知義禁府事)의 벼슬을 더 추증하였다.

부인 강릉 최씨(江陵崔氏)는 군수(郡守) 최공필(崔公弼)의 딸인데, 온화하고 자혜로와 부덕(婦德)이 잘 갖추어졌고 첩에게서 난 자식들을 자신이 낳은 자식들처럼 여기었다. 공의 서모(庶母)가 소유한 재산이 많아 부인의 아들 중 한 명에게 주려고 하자, 부인이 말하기를, “저희 아이들은 다행히 가업(家業)이 있고 서자(庶子) 아무개는 고독하여 염려되니, 그에게 주어야 합니다.” 하고 끝내 재물을 염두에 두지 않았는데, 이처럼 통달하고 식견이 있었다. 3남 2녀를 낳았는데, 큰아들 박진남(朴震男)은 무과 출신 군수이고 둘째 아들 박정남(朴霆男)은 진사이고 셋째 아들 박우남(朴露男)은 무과 출신 현감이고 큰딸은 급제(及第) 윤수겸(尹守謙)에게, 둘째 딸은 현감(縣監) 김덕일(金德一)에게 시집갔다. 측실(側室)에게서 5남 2녀를 낳았다. 아들은 박귀남(朴龜男)ㆍ박봉남(朴鳳男)ㆍ박붕남(朴鵬男)ㆍ박인남(朴麟男)ㆍ박호남(朴虎男)인데, 박붕남만 제외하고 모두 무과에 급제하였다. 큰딸은 진만성(陳晩成)에게 시집가고 둘째 딸은 무과 출신 안순보(安舜輔)에게 시집갔다. 군수는 참판(參判) 홍인서(洪仁恕)의 딸에게 장가들어 후사가 없었고 첩에게서 아들 박성망(朴誠望) 하나를 두었다. 진사는 관찰사(觀察使) 윤희길(尹希吉)의 딸에게 장가들어 2남 1녀를 낳았는데, 아들은 박두망(朴斗望)ㆍ박종망(朴宗望)이고 딸은 진사(進士) 안여지(安汝止)에게 시집갔다. 첩에게서 3남을 낳았는데 첫째는 박득망(朴得望)이고 나머지는 어리다. 현감은 진사(進士) 정복선(鄭復善)의 딸에게 장가들어 자식을 낳지 못하여 박종망을 후사(後嗣)로 삼았다.
공은 자품이 웅장하고 도량이 큰데다가 기예와 기국이 있어 가는 곳마다 명성이 대단하게 나 서리와 백성들이 사모하였다. 어려서부터 지성으로 어버이를 섬기었고 어버이가 돌아가시자 형을 아버지처럼 섬기었는가 하면 스스로 이연가1)(二連歌)를 지어 추모의 뜻을 붙여 부르니, 들은 사람들이 감탄하였다. 친척을 인정으로 대하였고 사람들에게 은혜와 원한의 구별이 없었으므로, 사람들이 훌륭하게 여기었다. 공의 장례를 치른 지 39년이 되어 아들 박정남이 비석을 갖추어 놓고 나에게 묘갈명을 써달라고 부탁하기에 누차 사양하였으나 더욱더 간청하였으므로, 삼가 가장(家狀)에서 발췌하여 위에처럼 서술하고 이어 다음과 같이 명(銘)을 쓴다.
선친(先親)이 대흥 현감(大興縣監)이 되었을 때 불초 내가 젊어서 모시고 그 고을에 갔었다. 그 고을의 풍속이 무예를 숭상하여 무과에 급제해 조정에 나가 벼슬한 사람이 줄을 이었다. 그러나 대장기를 걸고 비옥(緋玉)의 차림으로 향리에서 명성을 날린 사람 중에 전후 공보다 뛰어난 자는 없었으니, 어찌 그 이유가 없겠는가? 그런데 진사(進士)가 가름받아 또 어버이를 드러내는 도리를 잊지 않고 40년간 지성으로 한 끝에 자신의 세대에서 뜻을 이루었으니, 또한 숭배할 만하다.
[네이버 지식백과] 박홍 [朴泓] (국역 국조인물고, 1999. 12. 30., 세종대왕기념사업회)

## 가족관계
박홍의 아버지는 별제 박영무이고 어머니는 직장 정인걸의 딸이다.
- 부인 : 강릉 최씨(江陵 崔氏) 군수(郡守) 최공필(崔公弼)의 딸
  - 장남 : 박진남 무과출신 군수(朴震男)
  - 차남 : 박정남 진사(朴霆男)
  - 삼남 : 박우남 무과출신 현감(朴露男)
  - 장녀 : 급제(及第) 윤수겸(尹守謙)과 혼인하였다
  - 차녀 : 현감(縣監) 김덕일(金德一)과 혼인하였다
- 측실 : 박홍의 여부인(如夫人)
  - 장남 : 박귀남 무과급제자(朴龜男)
  - 차남 : 박봉남 무과급제자(朴鳳男)
  - 삼남 : 박붕남(朴鵬男)
  - 사남 : 박인남 무과급제자(朴麟男)
  - 오남 : 박호남 무과급제자(朴虎男)
  - 장녀 : 진만성(陳晩成)과 혼인하였다
  - 차녀 : 안순보(安舜輔)와 혼인하였다